# Música da Roma Antiga
Sabe-se menos sobre a música da Roma antiga do que sobre a música da Grécia antiga. A arte musical grega, que embora tenha deixado escassos exemplos registrados (apenas cerca de 40 fragmentos), persiste em diversas descrições e num sistema  bem desenvolvido, mas da música romana nos chegaram ainda menos relíquias, e suas características ainda permanecem em grande parte no terreno da conjetura.

## Herança grega

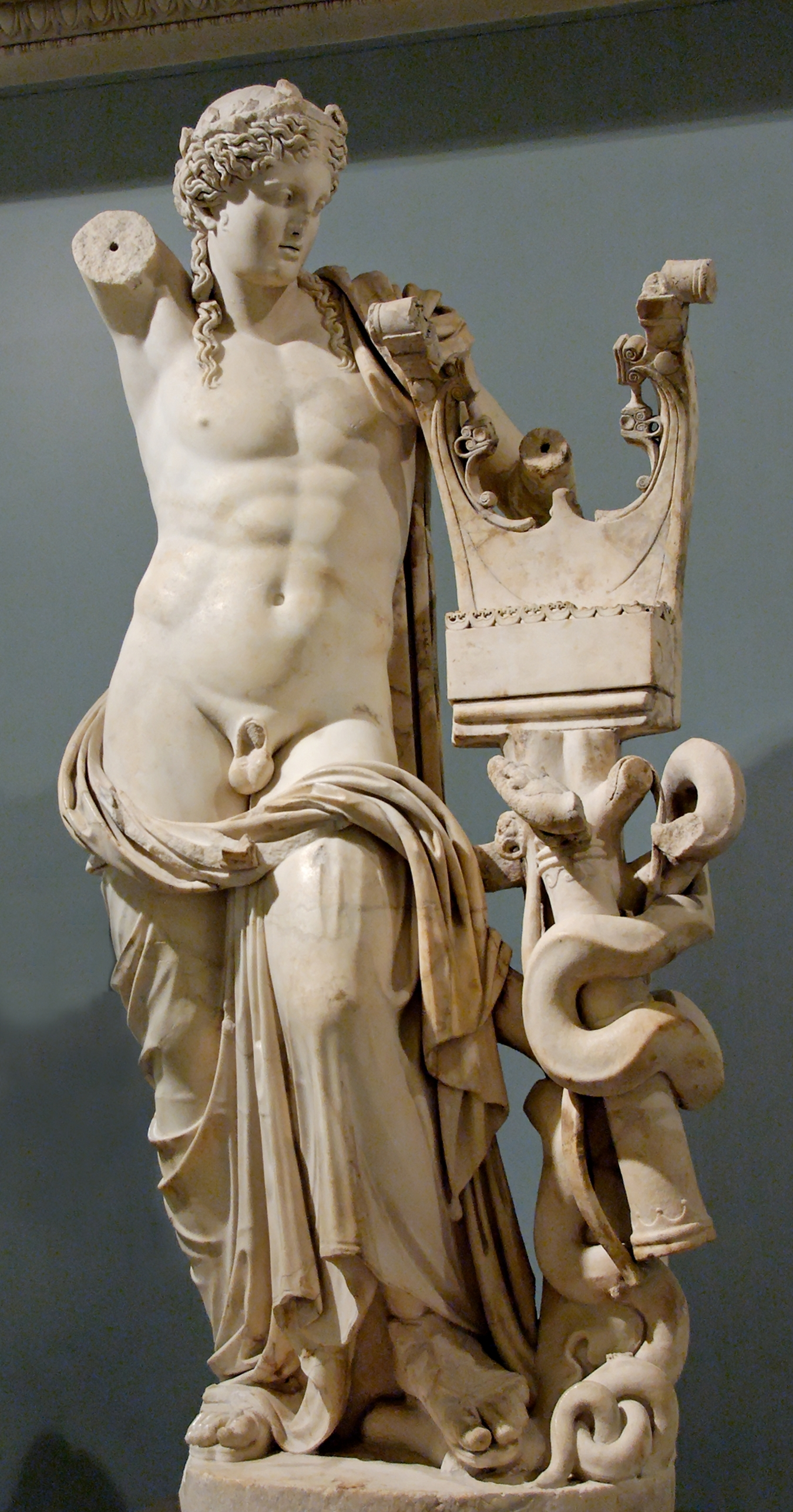
Apolo de Cirene, mostrando o deus tocando a cítara, obra romana encontrada na Líbia.

Os romanos não eram muito originais no que diz respeito à arte, tendo importado a maior parte das técnicas e referências estilísticas da Grécia, como se pode ver pelos exemplares remanescentes de escultura e pintura. Não é possível afirmar com certeza se isso se repetiu na música, embora seja bastante provável. Mas ao contrário dos gregos, sabe-se que não havia uma forte associação de ética e música entre os romanos.
A despeito desta dependência, há registros sobre a largamente difundida presença de música em todas as ocasiões da vida romana, desde em manobras militares e nos grandes festivais, onde havia performances em larga escala que incluíam centenas de instrumentistas e usando instrumentos de enormes dimensões, como cítaras construídas do tamanho de carruagens, até o uso discreto e doméstico de instrumentos solo. Concursos musicais eram comuns e a educação em música era considerada um sinal de distinção social.

## Sistema
Supõe-se que eles tenham empregado em sua produção sonora o sistema grego dos modos, e que a prática teria sido principalmente monódica. A música vocal teria imitado o padrão grego, embora adaptado ao ritmo peculiar da prosódia latina. Igualmente não é claro o grau de participação de outros elementos exógenos na cultura musical romana, e pode-se imaginar que tenha havido alguma troca de influências com os etruscos, asiáticos, africanos e povos bárbaros do norte da Europa, integrantes de regiões que com o tempo foram sendo anexadas ao Império em expansão. Uma das causas para as grandes lacunas existentes em nosso conhecimento sobre a música romana é o desagrado com que os primeiros cristãos encaravam o teatro, os festivais e os ritos pagãos, suprimidos assim que o cristianismo se tornou a religião oficial, junto com sua música.
É possível que os romanos tenham imitado também o sistema notacional dos gregos para transcrever suas composições, usando quatro letras para indicar quatro notas em sucessão que perfaziam um tetracorde. Sinais auxiliares acima das letras indicariam a duração e o ritmo. Não se sabe em que extensão anotavam a sua música. A arte do período deixou diversas representações de músicos, mas nenhum deles lê qualquer partitura, e só foi descoberto até agora reduzidíssimo número de fragmentos escritos, em sua maior parte procedentes do Egito helenístico, com uma variante da notação grega tradicional, e podem mesmo ser de origem grega e não romana. É possível que os neumas medievais tenham evoluído da obscura notação romana anterior. Boécio escreveu sobre música, mas seu trabalho é antes uma descrição da música grega do que um retrato da música romana de sua época.

## Instrumental
Graças ao testemunho das artes visuais e a alguns exemplares encontrados, nosso conhecimento sobre os instrumentos romanos antigos é bem mais rico do que sobre suas composições. Eram empregados muitos tipos de instrumentos de todos os principais gêneros: Aerofones, cordofones e membranofones.

### Aerofones

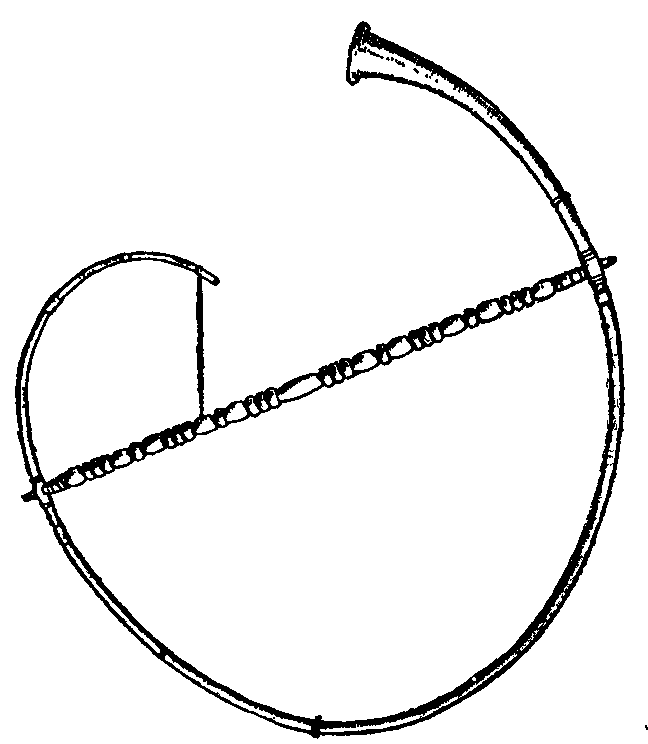
Bucina

- Bucina e corno, grandes e delgados tubos de bronze em forma da letra G, envolvendo o corpo do executante, e podia ou não ter uma barra transversal de apoio. Tinha seção cônica e um bocal também cônico. Também é de herança etrusca.
- Tuba. Não era como as modernas tubas, mas possuía um longo tubo cilíndrico de bronze com um final que se abria de súbito em uma forma de sino, semelhante ao trompete. Tinha um bocal removível cônico e nenhuma válvula, o que permitia apenas a produção de uma série simples de sobretons, sendo um instrumento basicamente de uso militar aparentemente herdado dos etruscos. O comprimento dos exemplares descobertos fica em torno dos 130 cm.
- Tibia. Uma versão latina do aulos grego, usualmente duplo, com palheta e um bocal único para manter os início dos dois tubos juntos na boca do músico. Reconstruções modernas indicam que produzia um som baixo, como o do clarinete.
- Ascaule, phusale e utriculium, tipos de gaita de foles.
- Flautas e flautas de Pã, semelhantes ao exemplares modernos.

### Cordofones

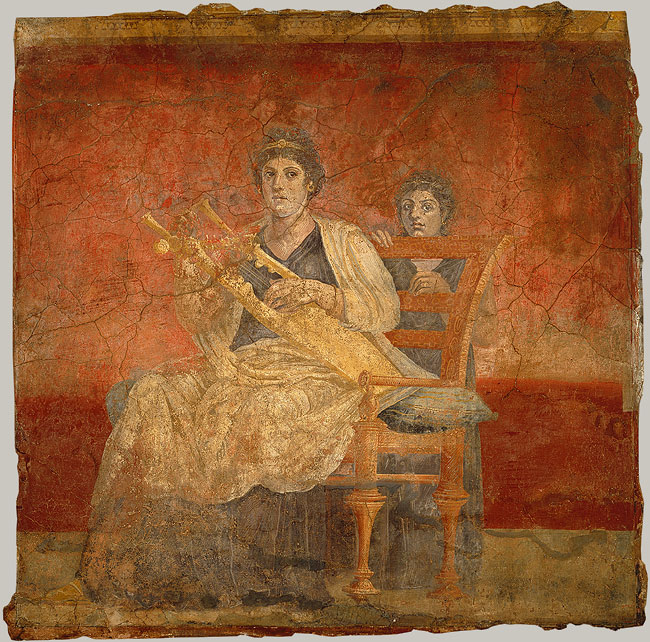
Afresco de Boscoreale mostrando uma matrona a tocar cítara.

- Lira, tomada dos gregos, era uma espécie de harpa com um arcabouço feito com o casco de tartarugas, e um número variável de cordas que eram beliscadas com os dedos.
- Cítara, que gradualmente substituiu a lira no gosto romano, semelhante a esta mas com uma caixa de ressonância maior, sendo tocada com um plectro. Era um dos instrumentos favoritos, sendo usado em diversas ocasiões, tanto públicas como privadas, e seus virtuoses era capazes de levar o público às lágrimas.
- Alaúde, um precursor das guitarras modernas. Na época romana tinha três cordas e não era muito popular, embora fosse mais fácil de tocar que a lira ou a cítara.

### Membranofones
Era uma das seções mais ricas do instrumentário (instrumentarium) romano, com uma profusão de tipos de sinos, chocalhos, sistros, címbalos, tímpanos e tambores, usados em todas as ocasiões. Há indícios de que a música romana era fortemente rítmica, e a percussão deve ter desempenhado um papel importante na marcação do tempo.

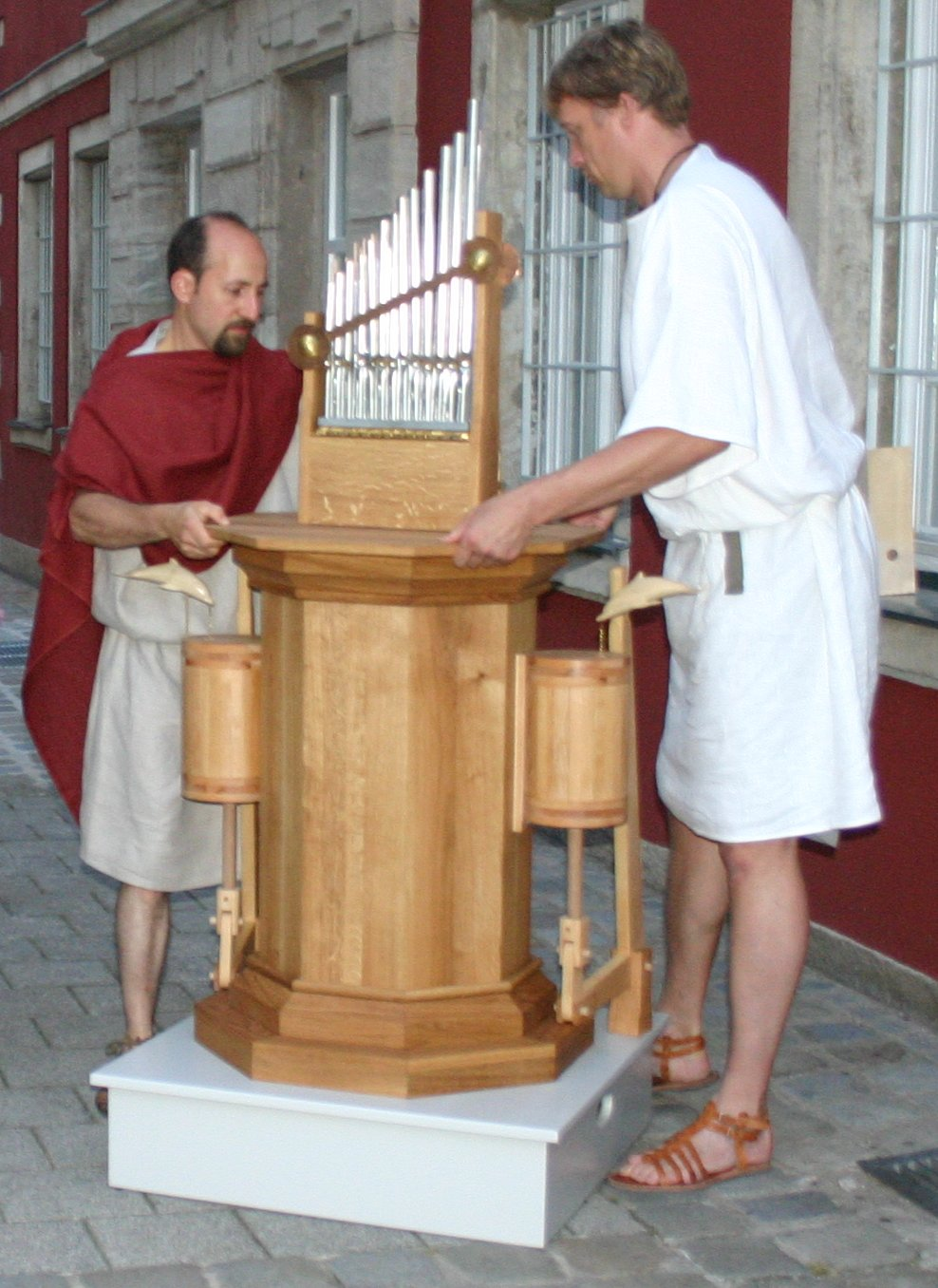
O hidraulo

### Órgãos ( Aerofones )
Representado em mosaicos e em fragmentos preservados em museus, o órgão romano parece ser um intermediário entre a gaita de foles e os órgãos como os conhecemos hoje. Não se conseguiu esclarecer seu mecanismo de ação. Um tipo especialmente interessante é o hidraulo (hydraulis), um órgão que trabalhava com a pressão da água. Também foi herdado dos gregos, e existe um bem preservado modelo em argila encontrado em Cartago em 1885. Reconstruções modernas produzem um som suave e doce, adequado para acompanhamento de música vocal.